# Phlebosotera shewelli
Phlebosotera shewelli är en tvåvingeart som beskrevs av Curtis W. Sabrosky 1957. Phlebosotera shewelli ingår i släktet Phlebosotera och familjen smalvingeflugor. Inga underarter finns listade i Catalogue of Life.